# كريستوفر ميلوني
كريستوفر ميلوني (بالإنجليزية: Christopher Meloni) هو ممثل أمريكي من مواليد 2 أبريل 1961 في واشنطن العاصمة. بدأ مسيرته الفنية عام 1989.

## الأعمال
- القانون والنظام: الوحدة الخاصة للضحايا
- قانون ونظام
- سكرابز (مسلسل أمريكي)
- نكلوديون (قناة تلفزيونية)
- ترو بلاد
- رجل من حديد (فيلم)
- هروب هارولد وكومار من خليج غوانتانامو (فيلم)
- هارولد وكومار يذهبان إلى مطعم القلعة البيضاء (فيلم)
- ويت هوت أميريكان سمر: فيرست داي أو كامب

## وصلات خارجية
- كريستوفر ميلوني على موقع IMDb (الإنجليزية)
- كريستوفر ميلوني على موقع ألو سيني (الفرنسية)
- كريستوفر ميلوني على موقع ميوزك برينز (الإنجليزية)
- كريستوفر ميلوني على موقع أول موفي (الإنجليزية)
- كريستوفر ميلوني على موقع قاعدة بيانات الأفلام السويدية (السويدية)
- كريستوفر ميلوني على موقع إن إن دي بي (الإنجليزية)
- كريستوفر ميلوني على موقع قاعدة بيانات الفيلم (الإنجليزية)
- كريستوفر ميلوني على موقع كينوبويسك (الروسية)
- Christopher Meloni at Emmys.com نسخة محفوظة 20 يوليو 2012 على موقع واي باك مشين.